# Tổng công ty 90
Tổng công ty 90 là tên gọi chung phổ biến cho các liên hiệp xí nghiệp và tổng công ty nhà nước ở Việt Nam được thành lập căn cứ vào Điều 5 của Quyết định số 90/Ttg của Thủ tướng Chính phủ Việt Nam về việc sắp xếp lại doanh nghiệp nhà nước.
Tổng công ty 90 phải có ít nhất là 5 đơn vị thành viên quan hệ với nhau về công nghệ, tài chính, chương trình đầu tư phát triển, dịch vụ về cung ứng, vận chuyển, tiêu thụ, thông tin, đào tạo; phải có vốn pháp định trên 500 tỷ đồng (đối với một số tổng công ty trong những ngành đặc thù thì vốn pháp định có thể thấp hơn nhưng không được ít hơn 100 tỷ đồng).
Các bộ và các ủy ban nhân dân cấp tỉnh được Chính phủ ủy quyền ra quyết định thành lập tổng công ty 90. Sau khi Quyết định số 90/Ttg được ban hành, hàng loạt tổng công ty 90 đã được thành lập. Vào thời điểm tháng 2 năm 2000, có 76 tổng công ty 90, trong đó 12 tổng công ty trong lĩnh vực công nghiệp, 14 trong lĩnh vực nông nghiệp, 12 trong ngành giao thông vận tải, 11 trong ngành xây dựng, 3 trong ngành thủy sản, 5 trong lĩnh vực ngân hàng tức là 5 ngân hàng thương mại nhà nước, 2 trong lĩnh vực y tế, một trong bưu chính viễn thông, một trong lĩnh vực văn hóa, và có 9 tổng công ty 90 của các địa phương. Đến năm 2004, số lượng tổng công ty 90 đã lên tới 80.
Từ năm 2004 Chính phủ Việt Nam bắt đầu thí điểm rồi từ năm 2005 bắt đầu chính thức đẩy mạnh cổ phần hóa các tổng công ty 90 bằng cách bán cổ phiếu rỗng rãi song Nhà nước sẽ vẫn giữ một tỷ lệ cổ phần chi phối. Đồng thời các tổng công ty đã được hoặc chưa được cổ phần hóa được chuyển đổi sang mô hình công ty mẹ và công ty con. Một số ít tổng công ty 90 đang có dự định chuyển thành các tập đoàn kinh doanh đa ngành.